# Pratt & Whitney R-1830 Twin Wasp
Pratt & Whitney R-1830 Twin Wasp är en amerikansk flygplansmotor som användes i ett stort antal flygplan under 1930- och 1940-talet. Motorn tillverkades av Pratt & Whitney, och är en 14-cylindrig luftkyld stjärnmotor med två rader. Cylindervolymen är 30 liter, slaglängden 140 mm, och cylinderdiametern är 140 mm. Totalt 176 618  motorer tillverkades. En förstorad version med något högre effekt tillverkades under namnet R-2000. Motorn tillverkades i Sverige under namnet STWC-3.

## Twin-wasp i Sverige och STWC-3
I Sverige hade man Twin Wasp-motorer på J 9 och under början av 40-talet hade man beställt 144 stycken Twin Wasp-bestyckade J 10. Man beställde även flera R-1830-SC3-G motorer (TWC-3) för framtida svenskbyggda flygplan som Saab P8 och P9. När USA satta sitt embargo på Sverige fick SFA, Svenska Flygmotor AB (numera Volvo Aero), order om att kopiera TWC-3 motorn utan licens, då Sverige hade krigsmaterielkris och saknade kraftfulla motorer för framtida flygplan. SFA kopierade skickligt motorn utan ritning från några testmotorer som fanns i Sverige samt några från J 9. Flera hundra ändringar behövde göras för att kunna producera motorn och i slutändan var kopian bättre än originalet. SFA fick 1943 en order på 567 motorer från Flygvapnet. Eftersom motorn skilde sig från originalmotorerna, fick den namnet STWC-3, "S" för Sverige. STWC-3 kom att användas på B17A, B18A och J22 i svenska flygvapnet, men användes även i det finska VL Myrsky I - II. Under slutet av kriget försökte man anpassa motorn till 100-oktanigt bränsle för att få mer kraft ur den. STWC-3 kunde med mindre modfieringar och detta bränsle komma upp i 1200 hästkrafter. Det fanns planer på att använde dessa motorer på Saab 90 Scandia men motorn var då helt föråldrad.

## Varianter
- R-1830-1 - 800 hk (597 kW)
- R-1830-7 - 950 hk (708 kW)
- R-1830-9 - 850 hk (634 kW), 950 hk (708 kW)
- R-1830-11 - 800 hk (597 kW)
- R-1830-13 - 600 hk (447 kW), 900 hk (671 kW), 950 hk (708 kW), 1,050 hk (783 kW)
- R-1830-17 - 1 200 hk (895 kW)
- R-1830-21 - 1 200 hk (895 kW)
- R-1830-25 - 1 100 hk (820 kW)
- R-1830-33 - 1 200 hk (895 kW)
- R-1830-35 - 1 200 hk (895 kW) Bestyckad med GE B-2 turbosupercharger
- R-1830-41 - 1 200 hk (895 kW) Bestyckad med GB-2 turbosupercharger
- R-1830-43 - 1 200 hk (895 kW)
- R-1830-45 - 1 050 hk (783 kW)
- R-1830-49 - 1 200 hk (895 kW)
- R-1830-49 - 1 200 hk (895 kW)
- R-1830-64 - 850 hk (634 kW), 900 hk (671 kW)
- R-1830-65 - 1 200 hk (895 kW)
- R-1830-66 - 1 000 hk (746 kW), 1 050 hk (783 kW), 1 200 hk (895 kW)
- R-1830-72 - 1 050 hk (783 kW)
- R-1830-82 - 1 200 hk (895 kW)
- R-1830-86 - 1 200 hk (895 kW)
- R-1830-88 - 1 200 hk (895 kW)
- R-1830-90 - 1 200 hk (895 kW)
- R-1830-90-B - 1 200 hk (895 kW)
- R-1830-92 - 1 200 hk (895 kW)
- R-1830-94 - 1 350 hk (1,007 kW)
- R-1830-S1C3-G - 1 050 hk (783 kW), 1 200 hk (895 kW)
- R-1830-S3C4 - 1 200 hk (895 kW)
- R-1830-S3C4-G - 1 200 hk (895 kW)
- R-1830-S6C3-G - 1 100 hk (820 kW)
- R-1830-SC-G - 900 hk (671 kW)
- R-1830-SC2-G - 900 hk (671 kW), 1 050 hk(783 kW)
- R-1830-SC3-G - 1 065 hk (749 kW)
- SFA STWC-3 - 1 065 hk, Svensk kopia av TWC-3 (R-1830-SC3-G), tillverkad och konstruerad av Svenska Flygmotor AB utan licens och ritning.

## Tillämpningar
- Bristol Beaufort (tillverkad i Australien)
- Bloch MB.176
- CAC Boomerang
- CAC Woomera
- Burnelli CBY-3
- Consolidated B-24 Liberator
- Consolidated PBY Catalina
- Consolidated PB2Y Coronado
- Consolidated PB4Y Privateer
- Curtiss P-36 Hawk
- Douglas C-47 Skytrain
- Douglas DB-7 (enbart tidiga versioner)
- Douglas TBD Devastator
- FFVS J 22
- Fokker D.XXI
- Grumman F4F Wildcat
- Lioré et Olivier LeO 453
- Martin Maryland
- Republic P-43 Lancer
- Saab 17
- Saab 18
- Short Sunderland V
- Seversky P-35
- Vickers Wellington IV
- VL Myrsky
- Vultee P-66 Vanguard
- Lisunov Li-3 - Jugoslavisk version av den sovjetiska Lisunov Li-2